# Nguyễn Tuân (Kim Tôn)
Nguyễn Tuân (1900 – 1930) hay còn gọi là Kim Tôn, là thành viên của Tổng bộ Việt Nam Thanh niên Cách mạng Đồng chí hội, ủy ban Bắc Kỳ của Thanh Niên. Ông là một trong những người tham gia thành lập chi bộ cộng sản đầu tiên ở Bắc Kỳ, và Đông Dương Cộng sản Đảng.
Theo tài liệu của Đảng Cộng sản, ngày 10-10-1929, Nguyễn Tuân - Ủy viên Ban Chấp hành Trung ương lâm thời Đông Dương Cộng sản Đảng bị bắt ở bến đò Tân Đệ (Thái Bình). Bị tra tấn và lung lạc ý chí, Nguyễn Tuân đã khai báo "nhiều điểm cực kỳ quan trọng về tổ chức cộng sản ở Bắc Kỳ, đã thú nhận là một trong ba ủy viên Trung ương, đã khai báo tất cả đồng đảng mà hắn biết tên; cũng đã đưa ra nhiều điểm khá bổ ích về tổ chức cách mạng thanh niên mà trước đây hắn là phó đảng ở Hà Nội" (Báo cáo của toà đệ nhị cấp Bắc Ninh, Tài liệu lưu trữ tại Viện Lịch sử Đảng Trung ương).
Sau khi phá được phần lớn cơ sở cách mạng ở Bắc Ninh, ngày 8-1-1930, thực dân Pháp cho thả Nguyễn Tuân để dùng Tuân làm con mồi nhằm tiếp tục rà phá nốt những cơ sở cách mạng còn lại. Ban Chấp hành Trung ương lâm thời Đông Dương Cộng sản Đảng đã quyết định giao cho Nguyễn Văn Mẫn thi hành bản án tử hình đối với Nguyễn Tuân với tội danh phản cách mạng vào ngày 2-2-1930. "Các truyền đơn báo việc hành hình Nguyễn Tuân tức Kim Tôn - người được ông Chánh án Tòa án Bắc Ninh cho tại ngoại hậu cứu sau khi giúp những điều bổ ích cho chính quyền - đã được phân phát từ ngày 4 đến ngày 20 tháng 2 tại Hải Phòng, Nam Định (Bắc Kỳ), Vinh, Đà Nẵng, Huế và Hội An (Trung Kỳ)... Ban Giám đốc Sở liêm phóng lúc đầu còn tưởng việc phân phát truyền đơn này chỉ là tấn kịch đánh lừa chính quyền về Nguyễn Tuân. Tên này khi khai cũng chỉ nói rằng y là nạn nhân của một cuộc đánh bẫy. Người ta đã ném vào người y - mà người ta khó nhìn ra - giống như những vết giãi bày nhưng thầy thuốc khám kỹ cho biết trong người y có 3 viên đạn" (Báo cáo năm 1929-1930 của Sở mật thám Bắc Kỳ).